# 9 Metis
A 9 Metis (a görög Μήτις szóból) a legnagyobb kisbolygóövbeli aszteroida. Szilikátokból és fémes nikkel-vasból áll, így valószínűleg egy nagyobb kisbolygó magjának maradványa lehet, amely elpusztult egy korábbi ütközés során.

Méretösszehasonlítás: az első tíz kisbolygó a Föld Holdjához hasonlítva. A Metis második jobbról.

## Felfedezése és neve
Andrew Graham fedezte fel 1848. április 25-én; ez volt az ő egyetlen felfedezése. Továbbá ez az egyetlen kisbolygó, amelyet Írországban végzett megfigyelések alapján fedeztek fel. Nevét a mitológiai Métisz után kapta. A Thetis nevet is javasolták, de visszautasították (ezt később a 17 Thetis kapta meg).

## Átvonulások
A Metis nem kevesebb, mint 5 alkalommal vonult át egy-egy csillag előtt.